# Ammandra decasperma
Ammandra decasperma – gatunek rośliny z rodziny arekowatych (Arecaceae). Reprezentuje monotypowy rodzaj Ammandra O.F. Cook, J. Wash. Acad. Sci. 17: 220. 4 Mai 1927. Występuje w Ameryce Południowej w Ekwadorze (północno-wschodnia część kraju: prowincje Sucumbíos, Orellana i Napo) oraz w Kolumbii (w populacjach rozdzielonych Andami – na wybrzeżu i na wschodzie kraju). Palma ta dostarcza jadalnych owoców i ma jadalny pąk szczytowy, kwiatostany są zjadane także przez bydło. Włókna z nasad liści wykorzystywane są do wyrobu mioteł, a same liście bywają wykorzystywane w plecionkarstwie. Owoce wykorzystywane są jako lekarstwo przeciw przeziębieniom.

## Morfologia
PokrójPalma o pojedynczej kłodzinie, czasem też wyrastającej w kępach, prosto wzniesionej lub podnoszącej się. Pędy krótkie, czasem bardzo skrócone – liście wyrastają niemal z poziomu ziemi. Rośliny bez kolców.
LiściePierzasto złożone, włókna na brzegach pochew liściowych włosowate, płaskie. Ogonki liściowe długości ponad 2 m. Listki regularnie ułożone wzdłuż osi liścia (tylko bardzo wąskie listki w dolnej części liścia czasem nieregularne), lancetowate.
KwiatyJednopłciowe (rośliny dwupienne), zebrane w różniące się od siebie kwiatostany męskie i żeńskie, w czasie kwitnienia odgięte. Pręcików jest ponad 300, a bywa ponad tysiąc (najwięcej wśród palm), ich nitki są silnie skrócone, a pylniki kulistawe do elipsoidalnych, a okwiat zredukowany. Kwiatostany żeńskie w postaci główek składających się z 6–10 kwiatów. Mają one wydłużone i mięsiste listki okwiatu.
OwoceKuliste, kilkunasienne pestkowce rozwijające się w skupieniach po 3–6. Na powierzchni silnie brodawkowate i zwieńczone dzióbkiem na szczycie z pozostałości szyjek słupka. Mezokarp włóknisty. Nasiona nerkowate, z bardzo twardym bielmem.

## Systematyka
Populacje z zachodniej i wschodniej Kolumbii dawniej opisywano jako dwa różne gatunki.
Pozycja systematyczna
Rodzaj należy do rodziny arekowatych (Arecaceae), a w niej grupowany jest z dwoma innymi (Phytelephas i Aphandra) albo w podrodzinę Phytelephantoideae Drude, 1887, albo w plemię Phytelepheae w obrębie podrodziny Ceroxyloideae. 